# Protaetia franzi
Protaetia franzi är en skalbaggsart som beskrevs av Miksic 1963. Protaetia franzi ingår i släktet Protaetia och familjen Cetoniidae. Inga underarter finns listade i Catalogue of Life.